# Demografie

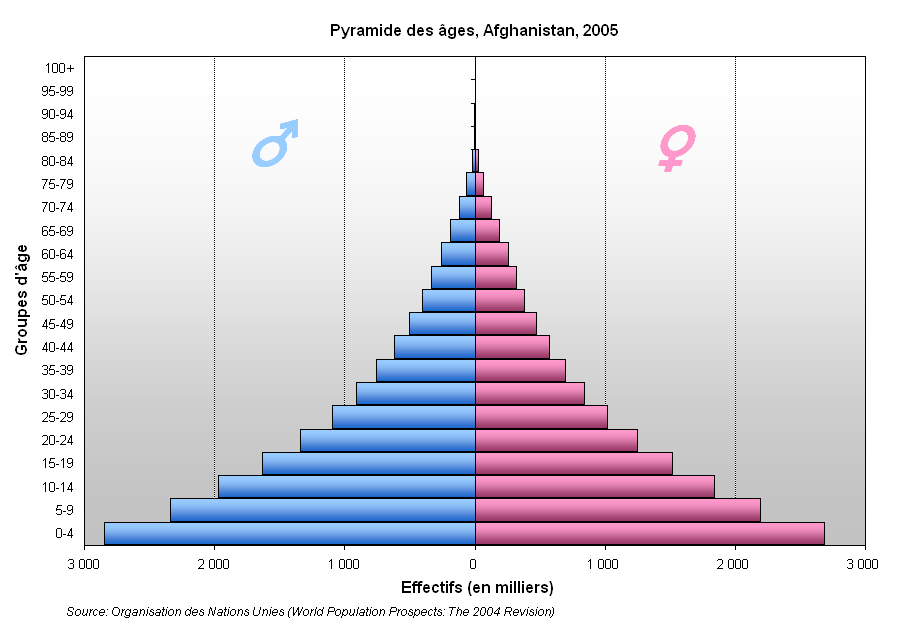
Věková pyramida, jeden ze základních způsobů znázornění struktury populace, používaných v demografii

Demografie (démos – lid graféin – psát, popisovat) je věda, která studuje proces reprodukce lidských populací. Objektem studia demografie tedy jsou lidské populace, předmětem jejího studia je proces demografické reprodukce, tedy přirozený proces obnovy obyvatelstva důsledkem rození a vymírání.
Procesy demografické reprodukce jsou úmrtnost (též mortalita), nemocnost, porodnost (též natalita), potratovost, sňatečnost a rozvodovost. Tyto procesy jsou také v centru demografického zájmu.

## Historie demografie
Za spoluzakladatele oboru je považován John Graunt, který se zabýval především úmrtností a objevil nerovnoměrnost mezi počtem narozených chlapců a děvčat. Později určil stabilní poměr této nerovnoměrnosti. Dalším významným demografem byl Adolphe Quetelet, který stanovil moderní pravidla sčítání lidu.
Za zakladatele české demografie je považován Antonín Boháč.

## Zdroje demografických dat
Demografie čerpá data z několika hlavních pramenů:
- sčítání lidu – z latinského census, první sčítání na území Zemí Koruny České provedla Marie Terezie roku 1753. V Česku dosud proběhlo sčítání v roce 2001, 2011 a 2021.
- evidence přirozené měny je termín zahrnující všechny demografické ukazatele s výjimkou migrace (tedy: porodnost, úmrtnost, sňatečnost, rozvodovost, potratovost či nemocnost). K jejich zachycení je používána soustava matrik.
- evidence migrací je sledována pomocí povinného hlášení o trvalém pobytu
- evidence nemocnosti v současné době neposkytuje v Česku úplné informace.
- výběrová šetření
- registry obyvatelstva pocházejí většinou ze sčítání lidu
- historické prameny

## Obory demografie
- Demografická analýza – zabývá se rozborem složek demografické reprodukce; hledá charakteristické znaky demografických události, zkoumá jejich průběh v čase a vytváří demografické ukazatele.
- Demografická metodologie zahrnuje matematickou demografii, demografickou statistiku atd...
- Teoretická demografie – formuluje hypotézy, hledá zákony demografických systémů a zobecňuje pravidelnosti vývoje jednotlivých populací.
- Historická demografie – zabývá se demografickým studiem historických populací
- Paleodemografie – podobor historické demografie, který se zabývá demografickým rozborem pravěkých populací
- Regionální demografie – zabývá se vývojem populací v jednotlivých částech světa.
- Ekonomická a sociální demografie – zabývá se vztahem populačních jevů, ekonomiky a společnosti.
- Geografie obyvatelstva (též geodemografie, demogeografie) – zkoumá migrační procesy a rozmístění obyvatelstva.
- Gradologie – zkoumá přemnožování škůdců (např. lesních).
- Aktuárská demografie (též pojistná matematika, dříve pojistná technika) – zabývá se úmrtností a životním pojištěním.

## Demografická analýza
Zabývá se rozborem základních složek demografické reprodukce, jejich proměn v čase, jejich podmíněností.
- úmrtnost a nemocnost
- porodnost a plodnost
- potratovost
- sňatečnost
- rozvodovost
- mobilita (migrace)

### Demografické ukazatele
Demografické ukazatele zahrnují veškerá data vztahující se k procesům demografické reprodukce, tedy k úmrtnosti, porodnosti, sňatečnosti, rozvodovosti, nemocnosti a potratovosti.
Základní data jsou čistá čísla získaná z obvyklých demografických zdrojů jako například ze sčítaní lidu.
Dáváme-li základní data do vztahů, abychom zkonstruovali nové ukazatele, mluvíme o analytických datech.
Tyto ukazatele se obvykle dělí do tří skupin:

#### Poměrná čísla extenzitní –ukazatele
Poměrná čísla extenzitní vznikají, srovnáváme-li dva údaje ve stejném časovém okamžiku, které jsou stejné povahy a jsou stejně prostorově vymezeny. Tento typ ukazatele často vyjadřuje strukturu určitého celku, proto se někdy nazývá poměrným číslem struktury. Obvykle se vyjadřuje v procentech. Příkladem může být ukazatel maskulinity, který udává procento mužů v populaci.

#### Poměrná čísla intenzitní –míry,kvocienty
Poměrná čísla intenzitní neboli míry vznikají, jsou-li v čitateli uvedeny jevy či události a ve jmenovateli jejich nositelé. Číslo ve jmenovateli se konstruuje buď výpočtem průměru ze začátku a konce sledovaného období, nebo použitím údaje z prostředku sledovaného období. Mluvíme o tzv. středním stavu obyvatel. Míry se podle nositelů událostí dělí na tři skupiny:
- Tyto míry zahrnují jako nositele událostí jen ty osoby, kterým se událost může přihodit. Sem patří například míra sňatečnosti svobodných, kde je ve jmenovateli střední stav svobodných.
- Dalším typem jsou takzvané redukované míry. U redukovaných měr jsou ve jmenovateli uvedeny populace u kterých může, ale nemusí k sledované události dojít. Redukce může být dvojího typu:
  - Redukce vzhledem k rodinnému stavu – redukovaná míra sňatečnosti – poměr počtu sňatků svobodných v konkrétním věku k celé populaci v tomto věku bez ohledu na rodinný stav.
  - Redukce vzhledem k délce trvání – redukovaná míra rozvodovosti je poměr počtu rozvodů k výchozímu počtu sňatků
- Kvocienty – liší se od měr tím, že osoby uváděné ve jmenovateli nejsou osoby, kterým se mohla událost přihodit, ale přímo soubor jedinců, kterým se daná událost skutečně přihodila. Kvocient kojenecké úmrtnosti například vztahuje počet zemřelých v dokončeném věku 0 k výchozímu počtu živě narozených a ne ke střednímu stavu žijících v dokončeném věku 0.

#### Poměrná čísla srovnávací –indexy
Indexy srovnávají čísla, která buď nesouvisí časově nebo nejsou stejně prostorově vymezena. Index rozvodovosti například udává poměr počtu rozvodů k počtu sňatků v daném roce.

### Čas v demografické analýze
Čas je v demografii důležitou proměnou.
- generace (ročník) je soubor osob narozených ve stejném kalendářním roce.
- kohorta je soubor osob, u kterých došlo v daném roce k nějaké demografické události (např.: sňatku, potratu...)

### Metody
Ke znázorňování demografických jevů bývají často používány jak standardní tabelace, jako úmrtnostní tabulky, tak některé speciální prostředky, mezi něž patří např. Witthauerův diagram.

## Struktura obyvatelstva
Rozlišujeme dvě základní dělení struktur obyvatel; podle pohlaví a podle věku. Základním poznatkem vyplývajícím z pohlavní struktury obyvatelstva je nerovnoměrnost v poměru mužů a žen. Chlapců se rodí více než dívek, avšak ženy se dožívají vyššího věku. Třetím faktorem ovlivňujícím pohlavní strukturu obyvatelstva je pracovní migrace mužů.
Podle věkové struktury obyvatelstvo rozděluje na tři základní skupiny; dětskou složku (0-14), reprodukční složku (15-49) a postreprodukční složku (50+). Ke znázornění věkové struktury obyvatelstva se používá věková pyramida.
Třetí možné dělení obyvatelstva je podle dosaženého formálního vzdělání.

## Osobnosti demografie
- Thomas LeGrand
- Jan Auerhan
- Antonín Boháč
- František Fajfr
- Benjamin Gompertz
- John Graunt
- Edmund Halley
- Martin Hampl
- Jaromír Korčák
- Wilhelm Lexis
- Jindřich Matiegka
- Jan Melič
- Jan Müller
- František Jaroslav Netušil
- Zdeněk Pavlík
- Adolphe Quetelet
- Hans Rosling